# Łucja Grzenkowicz
Łucja Grzenkowicz (ur. 13 kwietnia 2000) – polska koszykarka, występująca na pozycjach silnej skrzydłowej lub środkowej, obecnie zawodniczka MB Zagłębia Sosnowiec.

## Osiągnięcia
Stan na 5 stycznia 2023, na podstawie, o ile nie zaznaczono inaczej.

### Drużynowe
Młodzieżowe
- Mistrzyni Polski: 
  - U–18 (2016)[2]
  - U–16 (2015)[3]
- Wicemistrzyni Polski U–16 (2016)[4]

### Reprezentacja
- Brązowa medalistka mistrzostw Europy U–18 dywizji B (2017)[5]
- Uczestniczka mistrzostw Europy U–18 (2018 – 11. miejsce)[6]